# Нету, Эрнесту
Эрнесту Нету (порт.-браз. Ernesto Neto; род. 1964, Рио-де-Жанейро, Бразилия) — современный бразильский художник.

## Образование
- 1994-97 Escola de Artes Visuais Pargua Lage, Rio de Janeiro.
- 1994-96 Museu de Arte Moderna, Rio de Janeiro.

## Творчество
- Эрнесту Нету считается одним из лидеров современной арт-сцены Бразилии. Он создает абстрактные инсталляции, которые часто занимают все выставочное пространство, на творчество художника оказал влияние бразильский неоконкретизм.
- Эрнесту Нету использует как правило лёгкие эластичные материалы, создавая практически органические формы. Иногда они наполнены ароматными веществами и свисают, напоминая гигантские грибы или чулки. Иногда Эрнесту Нету создает мягкие скульптуры, которые посетители могут ощупать через небольшие отверстия в поверхности, а порой — целые пространственные лабиринты, в которые зритель может войти, ощутить работу и взаимодействовать с ней. Для художника важно, чтобы зрители могли активно взаимодействовать с его искусством и получать физический опыт при помощи нескольких чувств (зрения, обоняния, осязания).
- Одна из самых ярких работ Эрнесту Нету последнего времени — инсталляция Leviathan Thot Архивная копия от 18 мая 2008 на Wayback Machine(2006) в парижском Пантеоне. Масштабная инсталляция, сделанная из тюля и полистрола заняла весь центральный неф здания и напоминало существо с мягкими вытянутыми конечностями, его органические формы создали интересный диалог с архитектурой Пантеона в духе классицизма.

## Персональные выставки
| - 1988 Petit Galerie, Рио-де-Жанейро - 1989 FUNARTE, Rio de Janeiro - 1990 Galeria Millan, Syo Paulo - 1991 Centro Cultural Syo Paulo, Syo Paulo - 1991 Galerie de Arte do IBEU, Рио-де-Жанейро - 1992 Museu de Arte Moderna de Syo Paulo, Syo Paulo - 1993 Desenhos, Espaчо, Cultural Sergio Porto, Rio de Janeiro - 1994 Galeria Camargo Vilaча, Syo Paulo - 1996 Espacio 204, Caracaa - 1996 Zolla/Lieberman Gallery, Chicago - 1996 Christopher Grimes Gallery, Santa Monica - 1996 Рачо Imperial, Rio de Janeiro - 1996 Elba Benitez Galeria, Madrid - 1997 Fundaчуо Cultural do Distrito Federal, Brasilia - 1997 Galeria Camargo Vilaca, Sao Paulo - 1997 Christopher Grimes Gallery, Los Angeles - 1997 Galeria Pedro Oliveira, Porto - 1997 Tanya Bonakdar Gallery, New York - 1997 Bonakdar Jancou Gallery, New York - 1998 Museo de Arte Contemporano Carrilo Gil, Mexico DF - 1999 James Van Damme, Brussels - 1999 Contemporary Arts Museum, Houston - 2000 Galeria Elba Benitez, Madrid - 2000 Dundee Contemporary Art, Scotland - 2000 Wexner Center for the Arts, Columbus - 2000 SITE Sante Fe, New Mexico - 2000 Institute of Contemporary Art, London - 2001 Espelho Cego, Paco Imperial, Рио-де-Жанейро - 2001 Киасма, Хельсинки - 2001 Kilnischer Kunstverein, Cologne - 2001 Laura Marciaj, Рио-де-Жанейро - 2001 Museu de Arte Moderna, Рио-де-Жанейро - 2001 Tanya Bonakdar Gallery, Нью-Йорк - 2001 Centro Galego de Arte Contemporaneo, Santiago de Compostela - 2001 Ernesto Neto/Matrix 190, A Maximum Minumum Time Space Between Us and the Parsimonious Universe, UC Berkeley Art Museum и Pacific Film Archive, Беркли - 2002 Galerie Yvon Lambert, Париж - 2002 Kunstlerhaus Stuttgart - 2002 Ernesto Neto, Art Gallery of New South Wales, Австралия - 2002 Ernesto Neto, Kunsthalle Basel - 2002 Directions-Ernesto Neto,Hirshhorn Museum and Sculpture Garden, Вашингтон - 2002 Passing Time, Passing Space, Aarhus Artbuilding, Aarhus, Denmark - 2002 Ernesto Neto, Museum of Contemporary Art, Сидней | - 2003 Ernesto Neto, Museu de Arte Moderna Aloэsio Magalһyes, Recife, Бразилия - 2003 Ernesto Neto, Museum of Contemporary Art, Pacific Design Center, Лос-Анджелес - 2003 the silent cliff: the gate, the house, the garden, the people, Tanya Bonakdar Gallery, Нью-Йорк - 2004 Ernesto Neto, The Fabric Workshop and Museum, Philadelphia, PA - 2004 Ernesto Neto, Galerie Max Hetzler, Берлин - 2004 Centro Cultural Syo Paulo, Сан-Пауло - 2004 Citoplasma e Organѓides, Projeto Respiraчуо, Fundaчуо Eva Klabin, Рио-де-Жанейро - 2004 Special Installation for Project Room, De Pont, Tilburg, The Netherlands - 2004 Museu de Arte da Pampulha, Belo Horizonte, Бразилия - 2004 4 Artists and I, Butler Gallery, Kilkenny, Ireland - 2005 Koyanagi Gallery, Токио - 2005 Tomio Koyama Gallery, Токио - 2005 Ernesto Neto, Domaine de Kerguщhennec Centre D art Contemporain, Париж - 2005 O Corpo onde nyo һс, Festival d Automne-Chapelle Saint-Louis de la Salpъtriщre, Париж - 2005 Tratatus/Deuses, Sigmund Freud Museum, Вена - 2005 There is Nothing Else to Be Seen but the World, Galerie Yvon Lambert, Париж - 2005 Ernesto Neto, Galeria Fortes Vilaча, Сан-Пауло - 2005 Ernesto Neto, Indianapolis Museum of Art - 2006 Ernesto Neto-The Malmi Experience, Malmi Konsthall, Sweden - 2006 Forum 57: Luisa Lambri and Ernesto Neto, Carnegie Museum of Art - 2006 How to put it up, dulcieneia! Galerie Bob von Orsouw, Цюрих - 2006 Ernesto Neto, Gallery Koyanagi Unlimited, Art Basel 37 - 2006 in \| out, Tomio Koyama Gallery - 2006 Leviathan Thot, Panthщon, Paris. Part of 35th Festival d Automne. - 2006 From what are we made, made, of of, Tanya Bonakdar Gallery, Нью-Йорк - 2007 Ernesto Neto, Museum of Contemporary Art, Сан-Диего - 2007 Um beijo de joguinho, MIMOCA, Marugame, Япония - 2008 Ernesto Neto, Galeria Elba Benitez, Мадрид, Испания - 2008 Ernesto Neto, I8 Gallery, Рейкьявик - 2008 Ernesto Neto, Tanya Bonakdar Gallery, Нью-Йорк - 2008—2009 Ernesto Neto, Museo d’Arte Contemporanea Roma, Рим, Италия - 2009 Contemporary Arts Center, Цинциннати - 2009 Ernesto Neto, Astrup Fernley Museum, Осло, Норвегия - 2009 Park Avenue Armory, Нью-Йорк - 2010 Hayward Gallery, Лондон - 2014 Museo Guggenheim, Бильбао - 2016 Киасма, Хельсинки |